# Мкадеми, Эмир
Эмир Мкадеми (араб. أمير المقدمي‎; род. 20 августа 1978) — тунисский футболист, выступавший на позиции полузащитника за сборную Туниса.

## Клубная карьера
Эмир Мкадеми начинал свою карьеру футболиста в тунисском клубе «Этуаль дю Сахель», с которым в 1999 году стал победителем Кубка КАФ. В 2003 году он перешёл в другую тунисскую команду «Эсперанс». В 2005 году Мкадеми стал игроком турецкого клуба «Себатспор», но провёл в турецкой Суперлиге лишь два матча. В том же году он сыграл несколько матчей за азербайджанский «Карван», после чего вернулся в «Эсперанс».
В 2006-2007 годах Мкадеми выступал за «Бизертен», а в сезоне 2007/08 — за египетский «Итесалат».

## Карьера в сборной
Эмир Мкадеми играл за сборную Туниса в товарищеских матчах и матчах отборочного турнира чемпионата мира 2002.  
На Кубке африканских наций 2002 в Мали он провёл за Тунис две игры: группового этапа с Египтом и Сенегалом. Он был включён в состав сборной Туниса на чемпионат мира по футболу 2002 года в Японии и Южной Корее, но на поле в рамках первенства так и не вышел. 

## Достижения
«Эсперанс»
- Чемпион Туниса (3): 2002/03, 2003/04, 2005/06
- Обладатель Кубка Туниса (1): 2005/06